# Eichmann a Jerusalem
Eichmann a Jerusalem: Un estudi sobre la banalitat del mal (títol original: Eichmann in Jerusalem: a report on the banality of evil) és un llibre de la filòsofa Hannah Arendt, publicat en 1963. En el text l'autora afirma que, més enllà d'un desig de promocionar en la seva carrera, el nazi Adolf Eichmann no va mostrar cap rastre d'antisemitisme o dany psicològic durant l'època del Tercer Reich. El seu subtítol famós va introduir el concepte "banalitat del mal", que són les darreres paraules del capítol final. En part, almenys, la frase es refereix al comportament d'Eichmann durant el judici, on no va mostrar ni culpa ni odi, al·legant que ell no tenia cap responsabilitat perquè estava simplement "fent la seva feina".
| «                                             | Ell va complir amb el seu deure...; no només va obeir les ordres, sinó que també va obeir a la llei. | » |
| — Hannah Arendt, Eichman a Jerusalem (p. 135) | |   |

## Observacions sobre Eichmann
Arendt pren la declaració judicial i l'evidència històrica disponible, i fa diverses observacions sobre Eichmann:
- Eichmann va declarar en el judici que ell sempre havia tractat de complir amb Immanuel Kant i el seu imperatiu categòric (com s'explica directament a les pàgines 135-137). Ella sosté que Eichmann havia pres essencialment la lliçó equivocada de Kant: Eichmann no havia reconegut la regla d'or i el principi de reciprocitat implícit en l'imperatiu categòric, sinó que només entenia el concepte d'accions d'un home, coincidint amb la legislació general. Eichmann havia intentat seguir l'esperit de les lleis dutes a terme, com si el propi legislador ho aprovés. En la formulació de Kant de l'imperatiu categòric, el legislador és la moral autònoma, i tots els homes són els legisladors; en la formulació d'Eichmann, el legislador era Hitler. Eichmann va canviar quan se'l va acusar de dur a terme la Solució Final, moment en el qual Arendt afirma que "havia deixat de viure d'acord amb els principis kantians, que l'havia conegut, i que s'havia consolat a si mateix amb la idea que ja "no era amo de les seves pròpies obres, que no podia canviar gens" (p. 136).

- La incapacitat d'Eichmann per pensar per si mateix va ser exemplificada pel seu ús constant de "frases fetes i clixés autoinventats", demostrant la seva visió del món irreal i la falta aclaparadora d'habilitats de comunicació a través de la dependència de "llenguatge burocràtic" (Amtssprache) i eufemístic de la Sprachregelung que va fer que l'aplicació de les polítiques de Hitler fos "d'alguna manera acceptable".

- Eichmann constantment s'unia a organitzacions amb la finalitat de definir-se a si mateix, i tenia dificultats per pensar per si mateix sense aquesta pertinença. En la seva joventut, va pertànyer a la YMCA, el Wandervogel i el Jungfrontkämpferverband. En 1933 va fracassar en el seu intent d'unir-se a la Schlaraffenland (una branca de la maçoneria), moment en el qual un amic de la família (i futur criminal de guerra Ernst Kaltenbrunner) el va animar a unir-se a les SS. Al final de la Segona Guerra Mundial, Eichmann es trobava deprimit perquè "es va adonar que a partir de llavors hauria de viure sense ser membre d'una cosa o una altra" (p. 32-3).

- Malgrat les seves pretensions, Eichmann no era, de fet, gaire intel·ligent. Com detalla Arendt en el capítol segon del llibre, no va poder completar cap curs de secundària o de formació professional, i va trobar la seva primera ocupació significativa (comercial per la Oil Company) a través de connexions de la família. Arendt va observar que tant a les SS com en el judici de Jerusalem, Eichmann va tractar de cobrir la seva falta d'habilitats i educació, i "es va ruboritzar" quan aquests fets van sortir a la llum.

- Arendt confirma diversos punts on Eichmann afirmava haver estat el responsable d'atrocitats certes, tot i que no tenia la potència o l'experiència per prendre aquestes mesures. Eichmann feia aquestes afirmacions malgrat el mal que provocaven a la seva defensa, la qual cosa porta a la filòsofa a afirmar que "la jactància era el vici que estava enfonsant a Eichmann" (p. 46). Arendt també suggereix que Eichmann podria haver preferit ser executat com un criminal de guerra que viure com un ciutadà anònim.

- Arendt afirma que Eichmann, en el seu paper secundari en la conferència de Wannsee, va ser testimoni de la classificació i arxiu de l'administració pública alemanya, reorganitzada d'acord amb el programa de Reinhard Heydrich de la Solució Final a Europa. En veure els membres de la "societat respectable" aprovar l'assassinat en massa i participar amb entusiasme en la planificació de la solució, Eichmann va considerar que la seva responsabilitat moral es relaxava, com si fos "el poder de Ponç Pilat".

- Durant el seu empresonament abans del judici, el Govern d'Israel va enviar no menys de sis psicòlegs per examinar Eichmann. Els metges no van trobar cap rastre de malaltia mental ni de personalitat anormal. "Un metge va assenyalar que la seva actitud cap als altres, especialment a la seva família i amics, era molt desitjable, mentre que un altre va assenyalar que l'únic tret inusual d'Eichmann radicava que estava sent més "normal" en els seus hàbits i parla que la mitjana de les persones" (p. 25-6).

## Conclusions de l'autora
Arendt suggereix que el més cridaner de la seva anàlisi és que desacredita la idea que els criminals eren manifestament psicòpates i diferents de la gent normal. A partir d'aquest document, molts van concloure que situacions com l'Holocaust podien fer que fins i tot el més comú dels humans cometés crims horrorosos amb els incentius adequats, però Arendt es mostra rotundament en desacord amb aquesta interpretació, ja que Eichmann era lliure en la seva voluntat després de la Führerprinzip. Arendt insisteix que l'elecció moral segueix sent lliure, fins i tot en el totalitarisme, i que aquesta elecció té conseqüències polítiques, fins i tot quan el selector és políticament impotent:
| « | les condicions del terror provoquen que la majoria de gent compleixi amb allò esperat, però algunes persones no, i així es presenta la lliçó rebuda d'alguns països als quals es va proposar la solució final, que es va portar a terme a la majoria de llocs però no a pertot. Humanament parlant, no cal res més, i res més es pot raonablement demanar, perquè aquest planeta segueixi sent un lloc apte per a l'habitabilitat humana. | » |

Arendt esmenta, com a exemple d'això, el rescat dels jueus danesos:
| « | Uno se siente tentado a recomendar la historia como lectura obligatoria en la ciencia política para todos los estudiantes que desean aprender algo sobre el potencial enorme inherente a la acción no violenta y en la resistencia a un oponente que posee, vastamente, medios superiores de violencia. No se trataba sólo de que el pueblo de Dinamarca se negó a asistir en la implementación de la Solución Final, ya que los pueblos de tantas otras naciones conquistadas habían sido persuadidos de hacerlo (o habían estado dispuestos a hacerlo), sino también, que cuando el Reich tomó medidas y decidió hacer el trabajo en sí se encontró que su propio personal en Dinamarca había sido infectado por este y fueron incapaces de superar su aversión humana a la crueldad del caso, que sus compañeros en las zonas más cooperativas tenían. | » |

En la personalitat d'Eichmann, Arendt conclou:
| « | A pesar de todos los esfuerzos de la fiscalía, todo el mundo podía ver que este hombre no era un monstruo, pero era realmente difícil no sospechar que fuera un payaso. Y como esta sospecha hubiera sido fatal para el buen fin del juicio y a la vez era bastante difícil de sostener en vista de los sufrimientos que él y sus semejantes habían causado a millones de personas, sus peores payasadas se tomaron escasamente en cuenta y casi nunca se informó de ellas. (p. 55) | » |

Més enllà de la seva anàlisi sobre el propi Eichmann, Arendt analitza diversos aspectes addicionals de la prova, el seu context, i l'Holocaust.
- Assenyala que Eichmann va ser segrestat per agents israelians a l'Argentina i transportat a Israel, un acte il·legal, i que va ser jutjat a Israel a pesar que no va ser acusat de cometre cap mena de delicte allí. Emperò, Arendt no es demana sobre les possibilitats de jutjar el genocida Eichmann sense segrest, atesa la complicitat del règim argentí amb els exiliats nazis.

- Arendt ho descriu com un judici arreglat i dirigit pel primer ministre israelià Ben Gurion, i afirma que aquest volia, per diverses raons polítiques, no posar l'accent en tot el que Eichmann havia fet, sinó que quedés clar el que els jueus havien sofert durant l'Holocaust. Assenyala que els criminals de guerra van ser jutjats en Nuremberg, acusats de crims contra els membres de les diverses nacions, sense referència especial al genocidi nazi contra els jueus. El que no diu Arendt és, precisament, que, a les alçades del judici, l'especificitat de l'Holocaust s'estava desdibuixant, i fou el cas Eichmann que engegà el procés internacional de reconeixement de la significació històrica real de la Xoah fins a posar-la al centre de la problemàtica universal contemporània.

- Si no hagués estat declarat culpable abans que aparegués a Jerusalem, culpable més enllà de qualsevol dubte raonable, els israelians mai haurien realitzat el segrest, que implicava una violació formal de la llei argentina.

- Arendt també assenyala la complicitat de certs jueus. Líders de consells jueus que van col·laborar plenament a l'hora d'enviar jueus als camps d'extermini[1] Ara bé, i com argumenta Wolin,[2] els consells jueus, "treballant en condicions d'extrema duresa, es veieren forçats a negociar amb els guardians nazis en l'esperança desesperada de comprar temps, tot sacrificant un nombre de vides jueves en l'esperança de salvar-ne d'altres. Només la comprensió retrospectiva ens evidencia que llurs esforços foren àmpliament fútils"; però això no és equiparable a la voluntat d'extermini que guiava els nazis.

Aquesta visió distanciada del judici, quan moltes persones esperaven d'ella una adhesió incondicional a les tesis de la fiscalia, li va valer un gran nombre de crítiques, en què ella posà de pobra víctima de l'estretor mental dels altres.

## Film
En la pel·lícula Hannah Arendt de Margarethe von Trotta es narra aquest episodi de la vida de Hannah Arendt, un dels més importants de la seva vida, en el qual s'ofereix voluntàriament per escriure sobre el judici d'Eichmann per The New Yorker. Això donarà lloc a la publicació de diversos reportatges que motivaran moltes crítiques, moltes de les quals l'acusen de "defensar" Eichmann. El llibre Eichmann a Jerusalem és un treball de compilació i complementació d'aquests reportatges. La perspectiva d'aquest film és altament hagiogràfica envers Arendt.

## Crítica
En el seu llibre de 2006, Becoming Eichmann, l'investigador de l'Holocaust David Cesarani ha posat en dubte el retrat d'Arendt sobre Eichmann per diversos motius. Segons les seves conclusions, Arendt va assistir només a una part de la prova, sent testimoni de la presentació de l'acusació. No va presenciar el testimoniatge d'Eichmann i la defensa de si mateix. Això podria haver esbiaixat la seva opinió d'ell, ja que estava en les parts de la prova que trobava a faltar que els aspectes més forts de la seva personalitat van aparèixer.
Cesarani també presenta una àmplia evidència que suggereix que Eichmann era en realitat molt antisemita i que aquests sentiments són motivadors importants de les seves accions. Per tant, al·lega que les reclamacions de Arendt que els seus motius eren banals i no ideològics i que havia renunciat a la seva autonomia de decisió, obeint les ordres d'Hitler, sens dubte pot estar basat sobre bases frèvoles.
L'estudi monogràfic de Bettina Stangneth Eichmann before Jerusalem: the unexamined life of a mass murderer (2004) documenta àmpliament el fanatisme nazi i la voluntat furiosament assassina d'Eichmann, que n'estigué orgullós tota la vida, si bé feu una pantomima en el judici. També demostra que Eichmann era força intel·ligent i capaç; prou per a superar totes les dificultats infraestructurals per tal de dur a terme l'extermini, fins i tot ignorant ordres si calia, cosa ben impròpia del buròcrata obtús que pinta Arendt. Prou intel·ligent, si més no, per a enganyar Arendt, o per a donar-li una base amb què autoenganyar-se. Així mateix, Strangneth demostra que Arendt arribà a Jerusalem carregada amb tota mena de prejudicis, incloent-ne el supremacisme euroalemany. Per exemple, sabem per la seva correspondència amb Karl Jaspers, ara disponible, que sentia un menyspreu enorme pels israelians ("multitud oriental, com si fossis a Istanbul o en algun altre país semiasiàtic", "gent que no sap llengües", una policia que "només parla hebreu i sembla àrab"). Ens consta, doncs, que Arendt partí de dades del tot falses i, tot seguit, hi especulà de manera manifestament esbiaixada per a bastir una interpretació a mida dels seus interessos. Així doncs, la tesi de la "banalitat del mal" permeté a l'autora --per autoengany o no-- desvincular la seva estimada cultura alemanya dels crims del nazisme, i, alhora, reforçar la seva tesi (d'arrel heideggeriana) sobre la deshumanització provocada per la societat de masses. La tesi central d'Arendt sobre la "banalitat del mal", doncs, equivalia a la banalització del nazisme, per difuminació de la culpabilitat.